# Walther Modell 5
Walther Modell 5 — немецкий самозарядный пистолет, разработанный фирмой «Carl Walter Waffenfabrik» под патрон калибра 6,35 Browning (.25 ACP), которые являются практически копией Walther modell 2.

## История
Пистолет Вальтер Модель 5 выпущен в 1913 г. Популярность жилетного пистолета Walther modell 2 позволила фирме «Carl Walter Waffenfabrik» выпустить на гражданский рынок пистолет Walther modell 5 практически не отличавшийся по дизайну от второй модели, но имеющий более высокое качество изготовления.

## Устройство
Walther Modell 5 — самозарядный пистолет. Работа автоматики пистолета основана на использовании отдачи свободного затвора. Ударно-спусковой механизм, как и в Модели № 2, куркового типа, с внутренним расположением курка. Окно для извлечения гильз расположено с правой стороны затвора. Предохранитель размещен с левой стороны рамки в задней её части. Конструкция пистолета полностью аналогична Walther modell 2. Walther modell 5 в отличие от предшественника имеет 16 наклонных мелких канавок треугольного сечения на боковой поверхности затвора. Серийный номер у модели № 5 располагается на поверхности рамки слева, позади спусковой скобы.

## Разновидности
Пистолет Walther modell 5 выпускался в двух основных вариантах.
Первый вариант не имел целика, вместо него в верхней части затвора выполнен паз для прицеливания. В конце паза у передней втулки имеется маленькая мушка.
У второго варианта имеются мушка и целик, изготовленные заодно с затвором.
Различия между обоими вариантами наблюдаются и в особенностях маркировки, нанесенной на боковой поверхности затвора.